# Akari Nanawo
Akari Nanawo (japonês: ナナヲ アカリ)  (Nascida em Osaka, Japão, 12 de novembro de 1995) é uma cantora e youtuber japonesa de osaka

## Biografia
Ela nasceu em 12 de novembro de 1995 em 12 de novembro de 1995, Em 2011 Iniciar atividade da banda Depois disso, para uma universidade local Continuei as atividades da banda enquanto participava A banda terminou em 2014 Atividade solo iniciada, Ela criou fontes de som demo e as enviou para vários lugares. E Sony music entertainment japan Patrocinadas Passou na audição "Bocchi", indo para a Tóquio
E 2 de agosto de 2018, Lançou um single e fez uma grande estréia "One room sugar life/Nantoka naruku nai?/Ai no uta nante"

## Discografia

### Single
- One room sugar life/Nanto ka naruku nai/ Ai no uta nante (ワンルームシュガーライフ/なんとかなるくない？/愛の歌なんて)
- Turing love (チューリングラブ) Feat. Sou / Piyo[7]

### Álbum
- Flying best Shiranai no? Chimata de uwasa no dame tenshi (フライングベスト〜知らないの？巷で噂のダメ天使〜)

### Mini Álbum
- Shiawase ni naritai (しあわせになりたい)
- Neclaroid no tsukuri kata (ネクラロイドのつくりかた)
- Dadada tenshi (ダダダダ天使)
- Neclaroid no Aishi kata (ネクラロイドのあいしかた)
- Iroiro iukedo "Iine" Ga hoshii (いろいろいうけど「♡（いいね）」がほしい)
- Shiawase syndrome (しあわせシンドローム)
- DAMELEON
- Manga mitaina Koibito ga hoshii (マンガみたいな恋人がほしい)